# نيكلاس
نيكلاس (بالدنماركية: Niklas)‏ هو مغني دنماركي، ولد في 16 سبتمبر 1983 في الدنمارك في مملكة الدنمارك.

## وصلات خارجية
- نيكلاس على موقع ميوزك برينز (الإنجليزية)